# Exomunda exsecutor
Exomunda exsecutor är en insektsart som beskrevs av Andrej Vasiljevitj Gorochov 2007. Exomunda exsecutor ingår i släktet Exomunda och familjen syrsor. Inga underarter finns listade i Catalogue of Life.